# Ipomoea maurandioides
Ipomoea maurandioides är en vindeväxtart som beskrevs av Carl Daniel Friedrich Meisner. Ipomoea maurandioides ingår i släktet praktvindor, och familjen vindeväxter. Inga underarter finns listade i Catalogue of Life.